# Albert Alin
Albert Roger Alin (* 18. Mai 1907 in Courbevoie; † 19. Februar 2002 in Beaupréau-en-Mauges) war ein französischer Autorennfahrer.

## Karriere als Rennfahrer
Wie sein Bruder Adrien arbeitete Albert Alin in den 1930er-Jahren als Mechaniker bei Amédée Gordini und fuhr daneben Autorennen. Er startete fünfmal beim 24-Stunden-Rennen von Le Mans, wo dreimal sein Bruder der Teampartner war. 1937 und 1939 gewann er auf einem Simca Cinq in der Rennklasse für Fahrzeuge bis 0,75 Liter Hubraum. Albert Alin, der 2002 im hohen Alter von 95 Jahren starb und seinen Bruder um 54 Jahre überlebte, bestritt auch in den 1950er-Jahren noch Autorennen.

## Statistik

### Le-Mans-Ergebnisse
| Jahr | Team                | Fahrzeug           | Teamkollege | Platzierung             | Ausfallgrund |
| ---- | ------------------- | ------------------ | ----------- | ----------------------- | ------------ |
| 1933 | Alin Fréres         | BNC Type 527 Sport | Adrien Alin | Rang 11                 |              |
| 1934 | Alin Fréres         | B.N.C.             | Adrien Alin | Rang 21                 |              |
| 1937 | Automobiles Gordini | Simca Cinq         | Jean Viale  | Rang 17 und Klassensieg |              |
| 1938 | Amédée Gordini      | Simca Cinq         | Robert Lévy | Ausfall                 | Motorschaden |
| 1939 | Gordini             | Simca Cinq         | Adrien Alin | Rang 19 und Klassensieg |              |